# Lobocleta costalis
Lobocleta costalis är en fjärilsart som beskrevs av Dyar 1910. Lobocleta costalis ingår i släktet Lobocleta och familjen mätare. Inga underarter finns listade i Catalogue of Life.